# Boxer (Otto Ohm)
Boxer è il quinto album in studio (sesto, se contiamo la raccolta di successi riarrangiati Ohm Made - Live in studio) degli Otto Ohm, pubblicato nel 2015.

## Tracce
Testi e musiche di Vincenzo Leuzzi, tranne dove indicato.
1. Il vestito migliore – 5:18 (Vincenzo Leuzzi e Fulvio Liberati)
2. Ci credo ancora – 3:21
3. Senso nascosto – 2:52
4. Riconoscerti in questa canzone – 3:25
5. Vedere la vita che va – 3:02
6. Come si cambia – 3:43 (Vincenzo Leuzzi e Adriano Viterbini)
7. Aranciata idiota – 3:57
8. Vorresti che non finisse mai – 3:36 (Vincenzo Leuzzi e Fulvio Liberati)
9. Come l'ultimo giorno – 4:01
10. Le impressioni di fine settembre – 4:13
11. Il contenuto della clessidra – 3:39
12. Penserai a me – 4:36